# 熱雷米區
熱雷米區，是海地的區，位於該國西南部，由大灣省負責管轄，面積818平方公里，海拔高度50米，2015年該區人口238,218，人口密度每平方公里291.2人。